# Le Testament de William S.

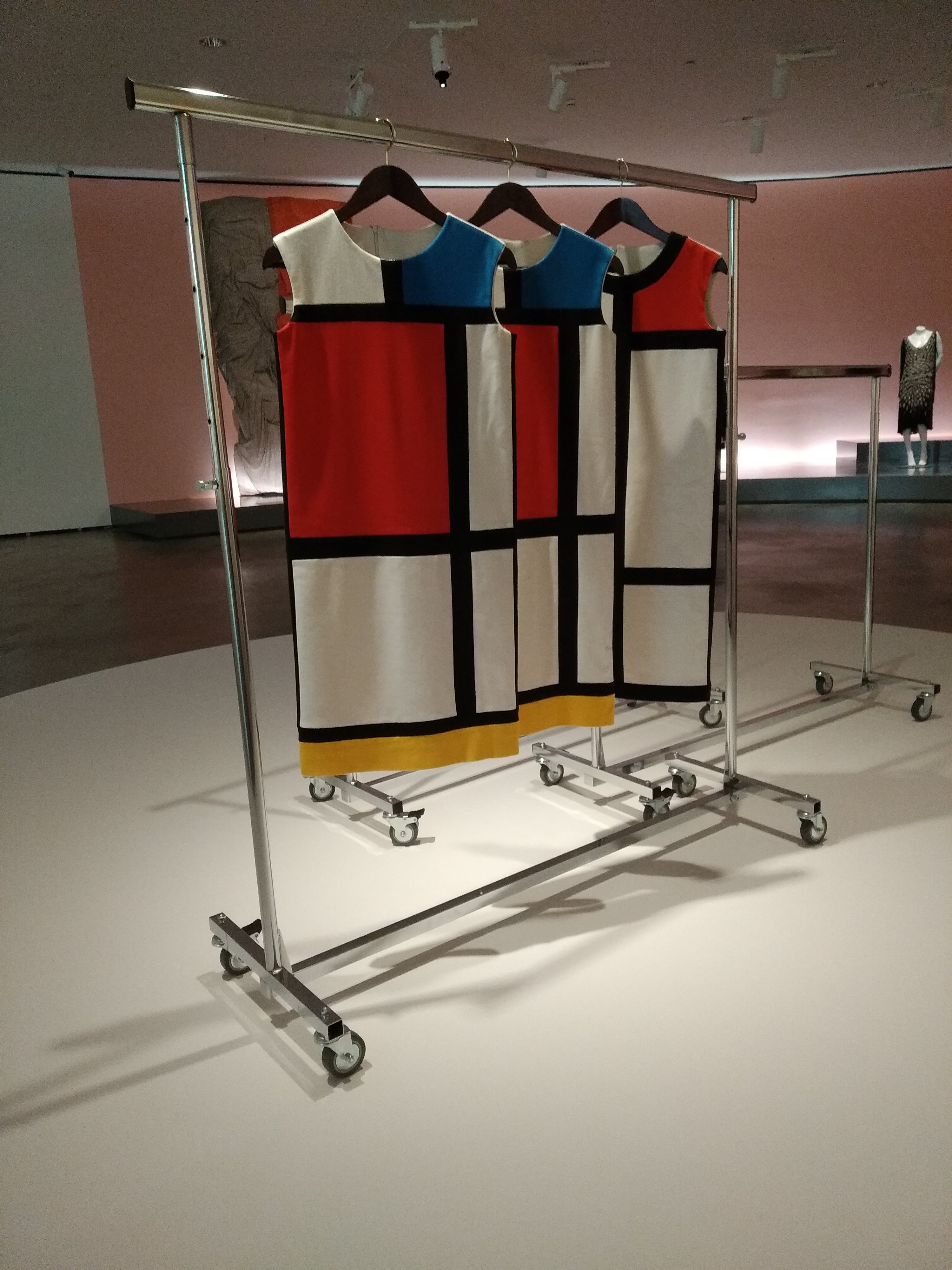
Robes Mondrian

Le Testament de William S. est la dix-huitième aventure et le vingt-quatrième album de la série de bande dessinée Blake et Mortimer, scénarisé par Yves Sente et dessiné par André Juillard, d'après les personnages créés par Edgar P. Jacobs.
L'aventure fait l'objet d'une prépublication en feuilleton dans le quotidien belge Le Soir à partir du 6 juin 2016, puis est publiée en album le 25 novembre 2016 aux Éditions Blake et Mortimer. L'histoire a été traduite dans une demi-douzaine de langues.
Pour fêter les 70 ans de la série Blake et Mortimer, les auteurs célèbrent un autre anniversaire, celui des 400 ans de la mort du dramaturge anglais William Shakespeare. Ils créent une histoire policière, sans éléments de science-fiction ou de fantastique, ayant pour cadre la controverse sur la paternité des œuvres de Shakespeare.
À la suite de la découverte de documents anciens à Venise, le professeur Philip Mortimer se met sur la piste d'une œuvre inédite de William Shakespeare avec l'aide de la fille de Sarah Summertown. Leur aventure les amène à parcourir l'Italie pour la retrouver et découvrir la paternité des œuvres de Shakespeare. Mais ils ne sont pas seuls dans cette quête. Pendant ce temps, le capitaine Francis Blake est chargé de mettre fin aux exactions d'une bande de Teddys qui terrorise la ville de Londres.

## Résumé
En août 1958, une bande de Teddys terrorise la ville de Londres en agressant ses habitants. La dernière victime en date est le premier secrétaire de l'ambassade d'Allemagne, manquant de créer une crise diplomatique. Le capitaine Francis Blake du MI5 et l'inspecteur-chef Glenn Kendall de Scotland Yard sont chargés de mettre fin à leurs exactions. Le soir même, le capitaine Blake et le professeur Philip Mortimer se rendent au Royal Albert Hall pour assister avec des amis à une représentation du Marchand de Venise de William Shakespeare. Après avoir raccompagné les dames chez elles, ils viennent en aide à un couple dans Kensington Gardens et mettent en fuite leurs agresseurs.
Plus tôt, le même soir, à la suite d'un accident de navire ayant heurté son palais vénitien donnant sur le grand canal, le marquis Stefano Da Spiri qui y donnait une réception, découvre dans ses caves une pièce secrète contenant un mannequin enfermé dans une cage de verre et une autobiographie de son ancêtre Guillermo Da Spiri. Une lettre explique que l'autobiographie comprend trois énigmes menant à trois clés qui permettront d'accéder à une œuvre inédite de William Shakespeare. Le lendemain, Sarah Summertown, présidente de la William Shakespeare Defenders Society, est mise au courant de la découverte et le majordome du marquis part pour Londres lui remettre les documents en main propre. Mais dans le même temps, le comte d'Oxford, qui défend l'idée que c'est son ancêtre Edward de Vere qui est le véritable auteur de l'œuvre de Shakespeare, apprend la nouvelle et décide de s'offrir les services d'Olrik, actuellement emprisonné à Wandsworth.
À peine arrivé à Londres, le majordome du marquis se fait voler les documents par deux Américains. Heureusement, le marquis avait pris la précaution d'envoyer l'original par courrier à son ami Blake du MI5. Sarah Summertown explique alors à Blake et Mortimer la valeur de la découverte : en 1858, Lord Lupus Sandfield a fait la promesse de donner une somme représentant désormais 10 millions de livres à qui découvrira une preuve de la paternité réelle de l'œuvre de Shakespeare. Cette offre valable 100 ans doit expirer dans seulement trois jours. Contacté via son notaire, l'actuel Lord Sandfield confirme que l'offre tient toujours, voulant respecter la volonté de son ancêtre malgré ses problèmes financiers.
Dès le lendemain, Mortimer accompagne la fille de Sarah Summertown, Elizabeth McKenzie, dans cette quête au trésor. La première énigme les emmène à Stratford-upon-Avon, la ville natale de Shakespeare, où ils sont devancés par deux Américains aux ordres d'Olrik. Heureusement, la première clé ne s'y trouve pas et ils prennent le train pour Venise. Pendant leur voyage, ils apprennent grâce à l'autobiographie que deux amis se cachent derrière le nom de Shakespeare : William Shake, un gentilhomme anglais, et Guillermo Da Spiri, un noble ne pouvant utiliser son nom. À Londres, le notaire de Lord Sandfield est violemment agressé par la bande de Teddys.
À Venise, Mortimer et Elizabeth trouvent la première clé dans un buste de Shakespeare appartenant à la milliardaire américaine Peggy Newgold. La seconde énigme indique que la clé se trouve aux arènes de Vérone, mais alors qu'ils vont partir, les deux hommes d'Olrik, qui ne sont autres que Sharkey et Freddy, assomment le professeur et ligotent les deux femmes pour avoir un temps d'avance. Mortimer et Elizabeth arrivent quand même en premier à Vérone grâce à la Ferrari 250 Testa Rossa de la milliardaire et récupèrent la seconde clé. La troisième énigme les emmène à Ravenne où ils trouvent la troisième et dernière clé. De retour dans le palais vénitien du marquis, ils choisissent l'une des clés pour ouvrir la cage de verre et récupérer la dernière œuvre de Shakespeare intacte. Au passage, ils se rendent compte que le mannequin est en fait un véritable corps humain, celui de Guillermo Da Spiri qui s'est suicidé avec un poison.
Mortimer et Elizabeth retournent à Londres et, grâce à un stratagème mis au point par le MI5, réussissent à sauver l'œuvre des mains de Sharkey et Freddy qui les attendent à la sortie de l'aéroport. Kendall et ses hommes les suivent jusqu'à la Loge d'Oxford où ils sont arrêtés avec le comte. De son côté, Blake rend visite à Lord Sandfield pour le prévenir que le manuscrit a été remis dans les temps à son notaire à l'hôpital pour vérification. Il fait ensuite semblant de quitter la maison. Le fils de Lord Sandfield entre alors dans le salon avec le chef de la bande de Teddys (Dickie). Il s'apprête à faire tuer son père par celui-ci pour empêcher le versement de la récompense et récupérer l'héritage lorsque Blake surgit une arme à la main et les arrête. Deux jours plus tard, Blake, Mortimer, Sarah et Elizabeth se remémorent leur aventure. Le manuscrit n'a pu être estimé comme preuve valable par le notaire car ce n'était encore qu'une ébauche non signée. Mais Sarah est satisfaite d'avoir découvert la vérité sur Shakespeare et un accord financier a été passé avec Lord Sandfield. De plus, elle est heureuse que sa fille ait pu mieux connaitre Mortimer.

## Lieux et personnages

### Personnages
Le Testament de William S. met en scène les trois personnages principaux de la série : les deux héros, le capitaine Francis Blake et le professeur Philip Mortimer, et le principal antagoniste, le colonel Olrik. L'aventure fait intervenir plusieurs personnages récurrents de la série : l'inspecteur-chef Glenn Kendall de Scotland Yard, Mrs Benson, logeuse de Blake et Mortimer, Sarah Summertown, romancière-archéologue, Nastasia Wardynska, scientifique, Lord Archibald Auchentoshan, milliardaire, David Honeychurch, adjoint de Blake au MI5, et Sharkey et Freddy, hommes de main d'Olrik.
- Premier secrétaire de l'ambassade d'Allemagne
- Dickie : (Freddy) chef d'une bande de Teddys
- Sir Isaac Hayward (en) : chef du London County Council
- Capitaine Francis Blake : chef du MI5
- Inspecteur-chef Glenn Kendall de Scotland Yard
- Professeur Philip Mortimer : physicien
- Mrs Benson : logeuse de Blake et Mortimer
- Sarah Summertown : romancière-archéologue, amie de Blake et Mortimer
- Elizabeth McKenzie : étudiante à Cambridge, fille de Sarah Summertown
- Nastasia Wardynska : scientifique, amie de Blake et Mortimer
- Lord Archibald Auchentoshan : milliardaire, ami de Blake et Mortimer
- Comte Walter d'Oxford : vénérable maître de la Loge d'Oxford
- Marquis Stefano Da Spiri : organisateur d'une soirée à Venise
- Peggy Newgold : excentrique milliardaire américaine, invitée du marquis
- Sir Russel Winson et Lady Penelope : invités du marquis
- Comte Arthur et comtesse Abigail de Cheachire : invités du marquis
- Marcello et Carla Lamberti : invités du marquis
- Karl et Eva von Richentaus : invités du marquis
- Salman : majordome du marquis
- Gino : sommelier du marquis
- Mr Spike : secrétaire de Sarah Summertown
- Colonel Olrik : méchant emprisonné à Wandsworth
- David Honeychurch : adjoint de Blake au MI5
- Lord Samuel Sandfield : descendant de Lord Lupus Sandfield
- Maître Bridges : notaire de Lord Sandfield
- Jasper : majordome de Lord Sandfield
- Sharkey : homme de main d'Olrik
- Freddy : homme de main d'Olrik
- Oscar Sandfield : fils de Lord Sandfield

Le récit de la vie de Shakespeare met en scène plusieurs personnages historiques : William Shakespeare lui-même, son père John Shakespeare, sa mère Mary Shakespeare, sa femme Anne Hathaway, et le dramaturge Ben Jonson, ami et rival de Shakespeare. Il fait également intervenir deux personnages de fiction : Guillermo Da Spiri, ancêtre du marquis Stefano Da Spiri et ami de Shakespeare, surnommé « Mon Prince Éclatant », et Ornella Da Spiri, sa cousine et bien-aimée de Shakespeare, surnommée « Dark Lady ».

### Lieux
L'aventure se déroule au Royaume-Uni, à Londres et à Stratford-upon-Avon, et en Italie, à Venise, Vérone et Ravenne.
- Londres (Royaume-Uni)
  - Kensington Gardens et Hyde Park
  - Club des diplomates sur Bayswater Road
  - Oxford Circus
  - Marquee Club sur Oxford Street
  - London County Hall
  - Domicile de Blake et Mortimer au 99 bis Park Lane
  - Royal Albert Hall
  - Siège de la Loge d'Oxford
  - Prison de Wandsworth
  - Siège de la William Shakespeare Defenders Society
  - Gare de Londres Victoria
  - Domicile du notaire à Grosvenor Square
- Italie
  - Venise
    - Palais du marquis Stefano Da Spiri
    - Demeure de Peggy Newgold

  - Arènes de Vérone
  - Basilique Saint-François de Ravenne
- Royaume-Uni
  - Église de la Sainte-Trinité de Stratford-upon-Avon

Sélection de lieux présents dans l'aventure
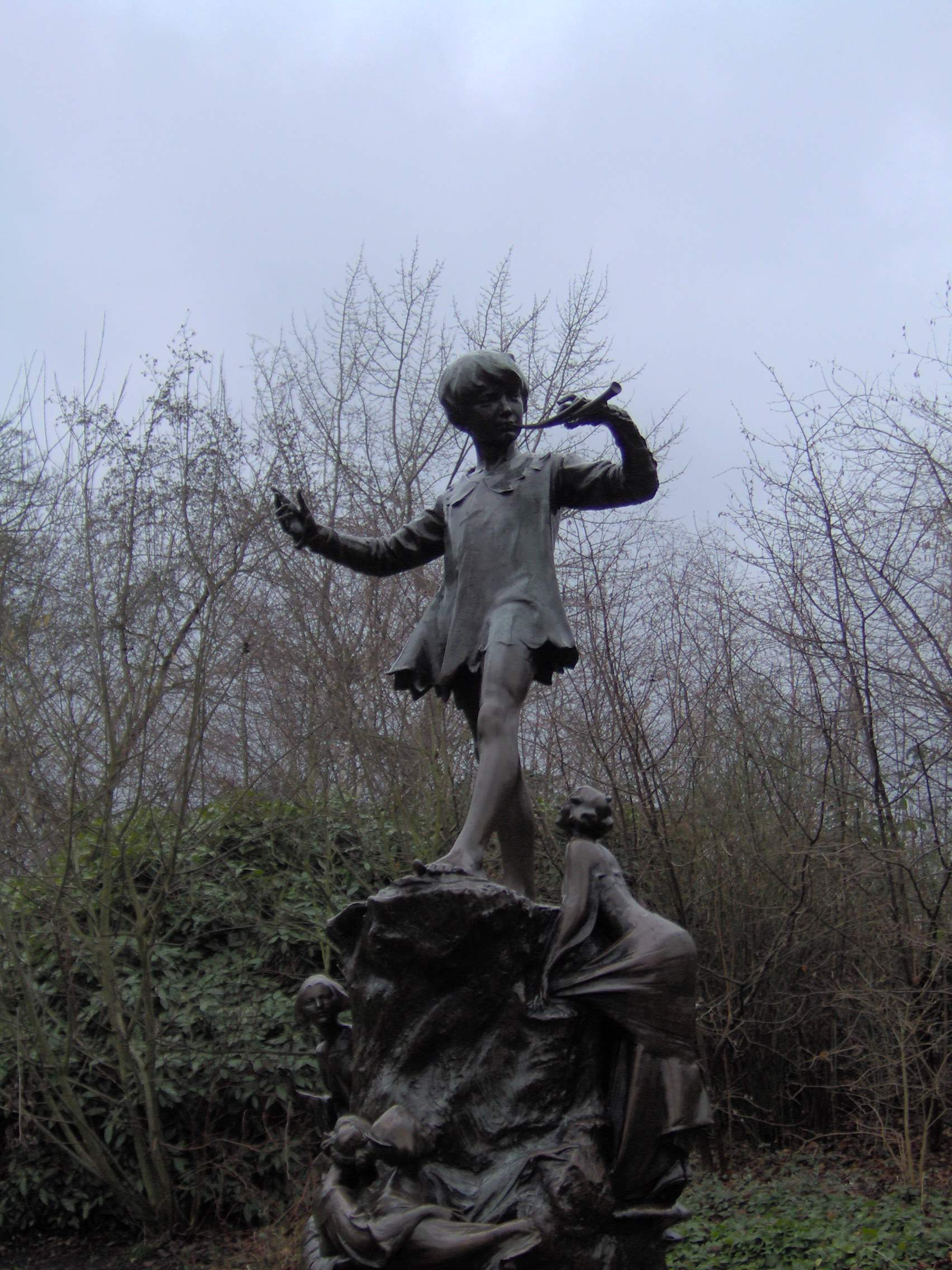
Statue de Peter Pan à Kensington Gardens
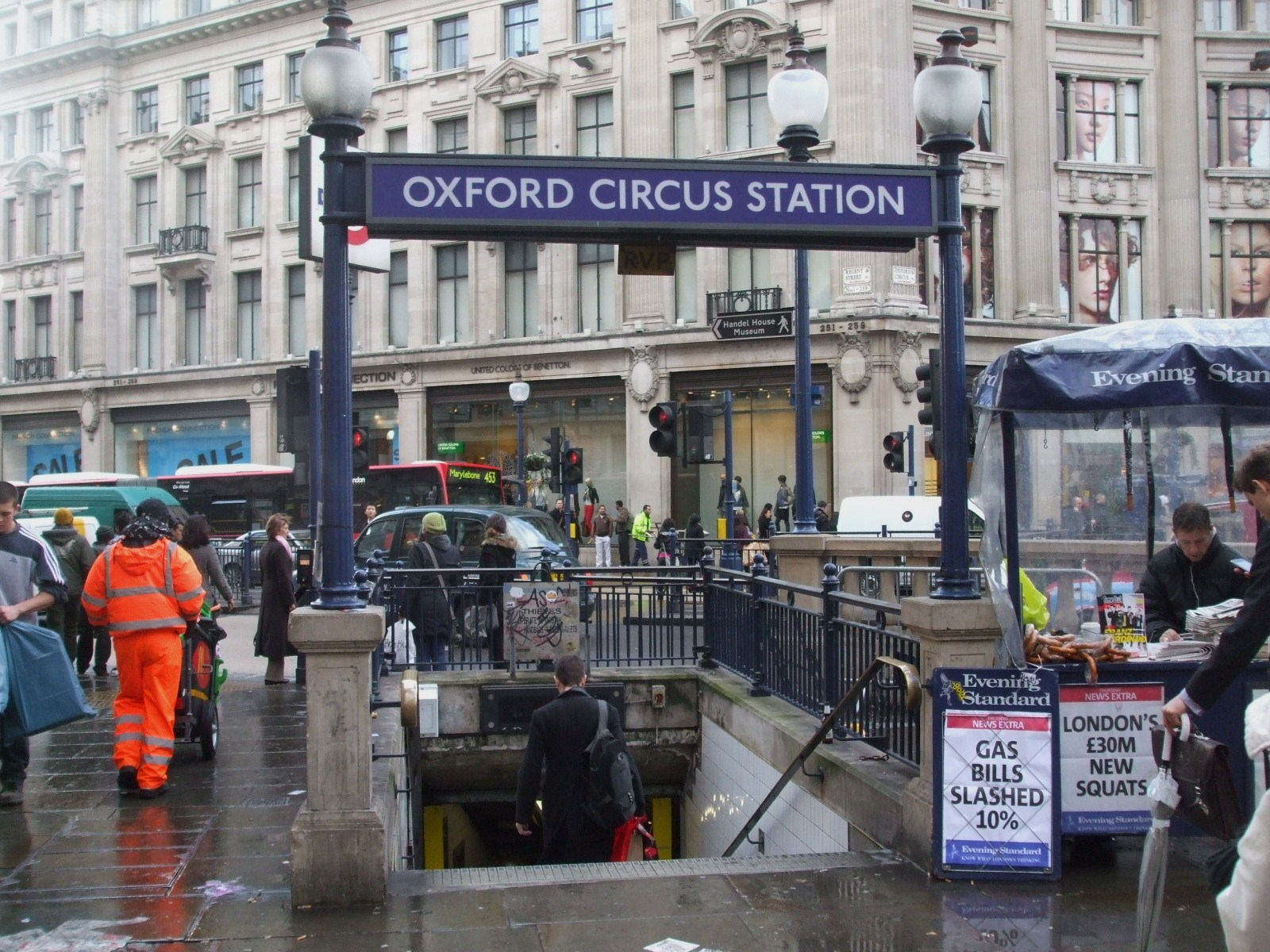
Entrée du métro à Oxford Circus
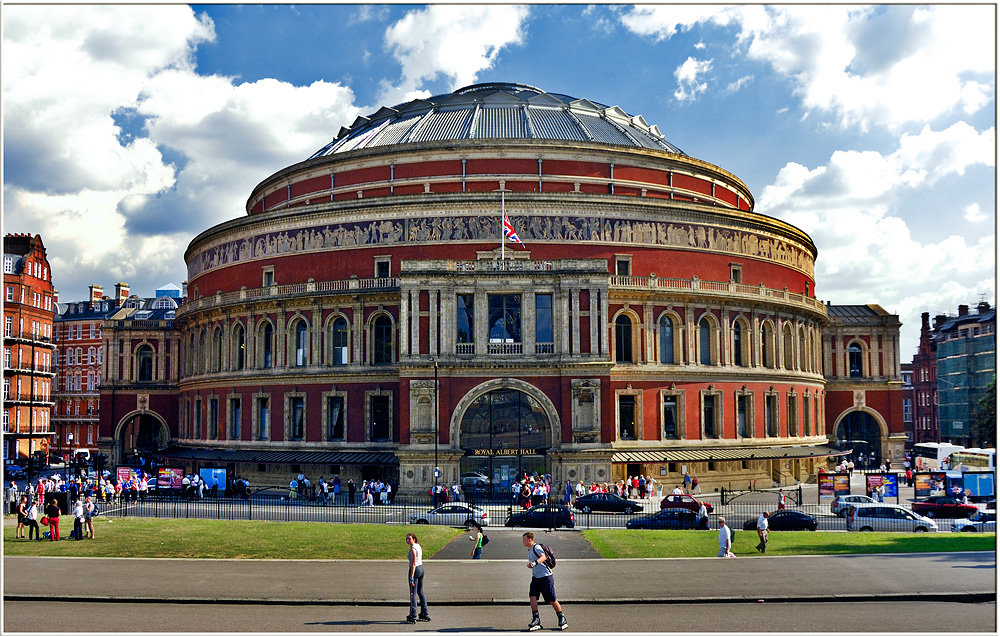
Royal Albert Hall.
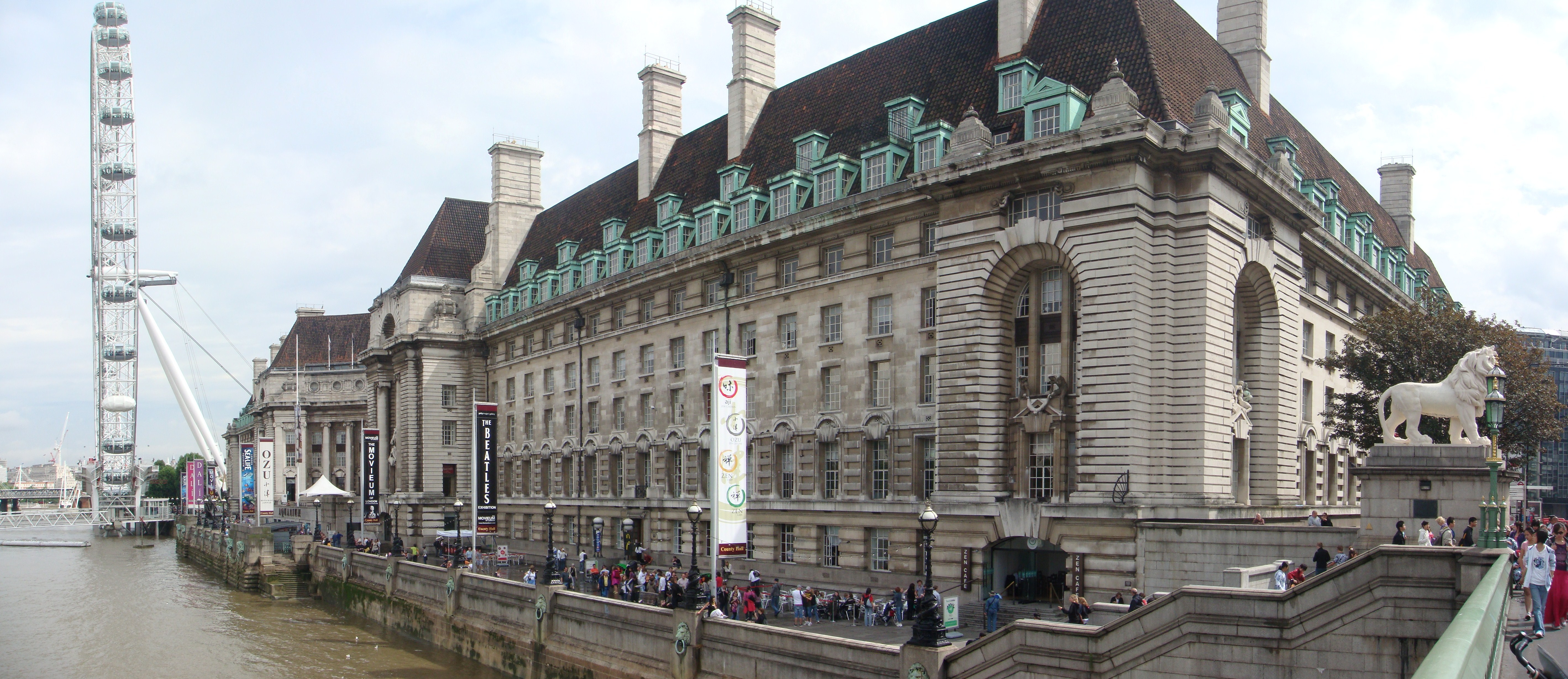
London County Hall.
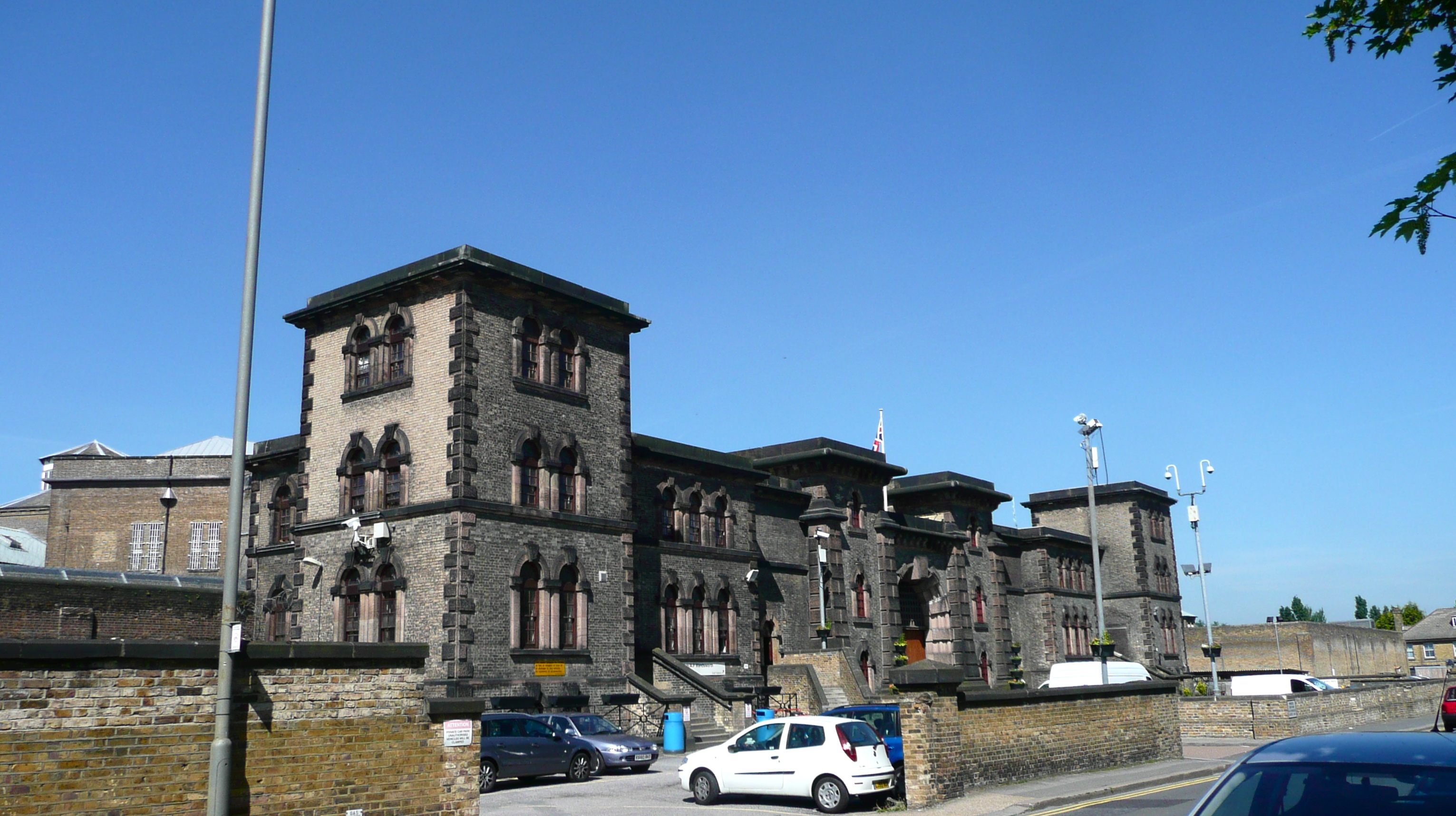
Prison de Wandsworth.
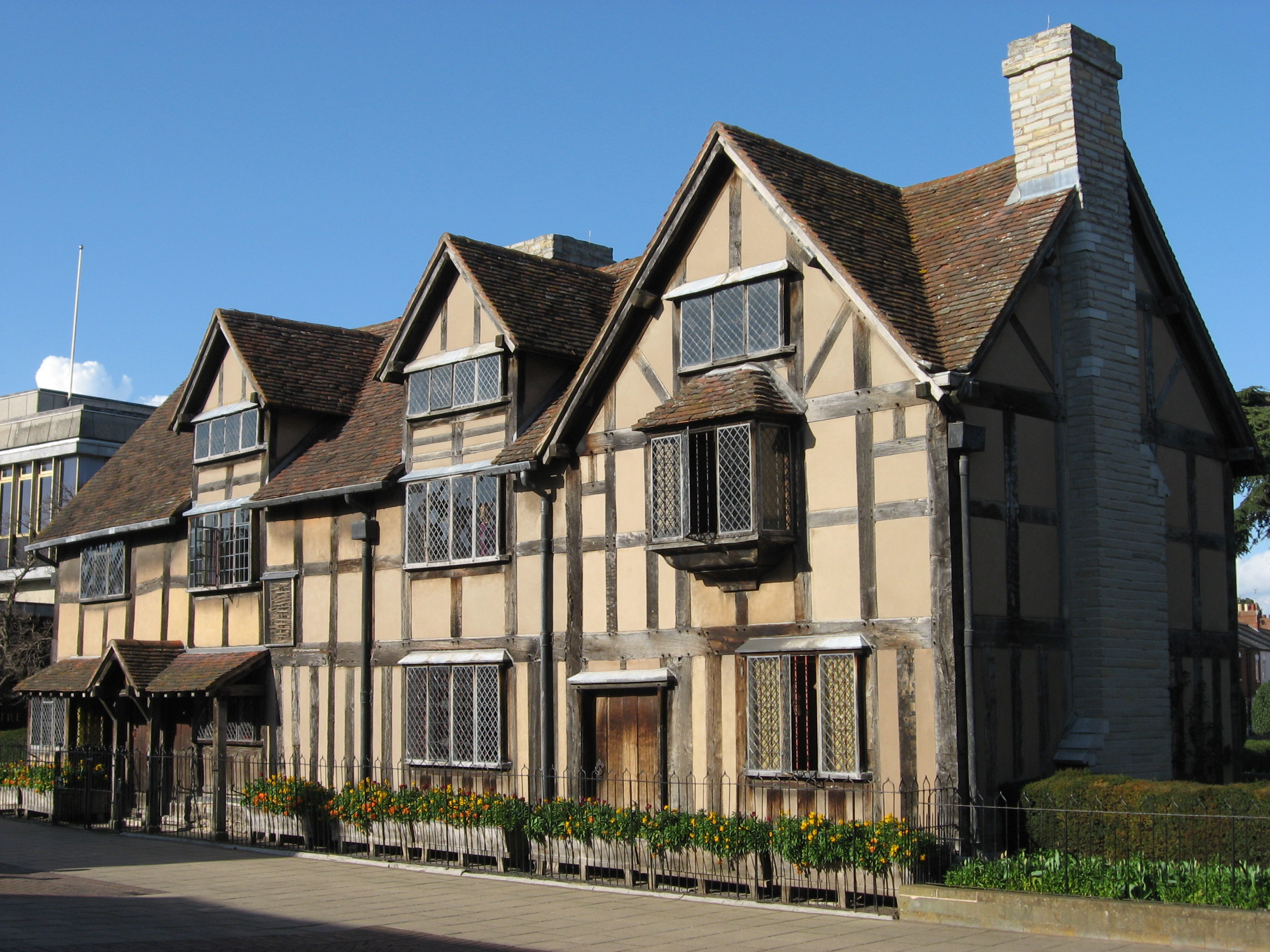
Maison natale de William Shakespeare.
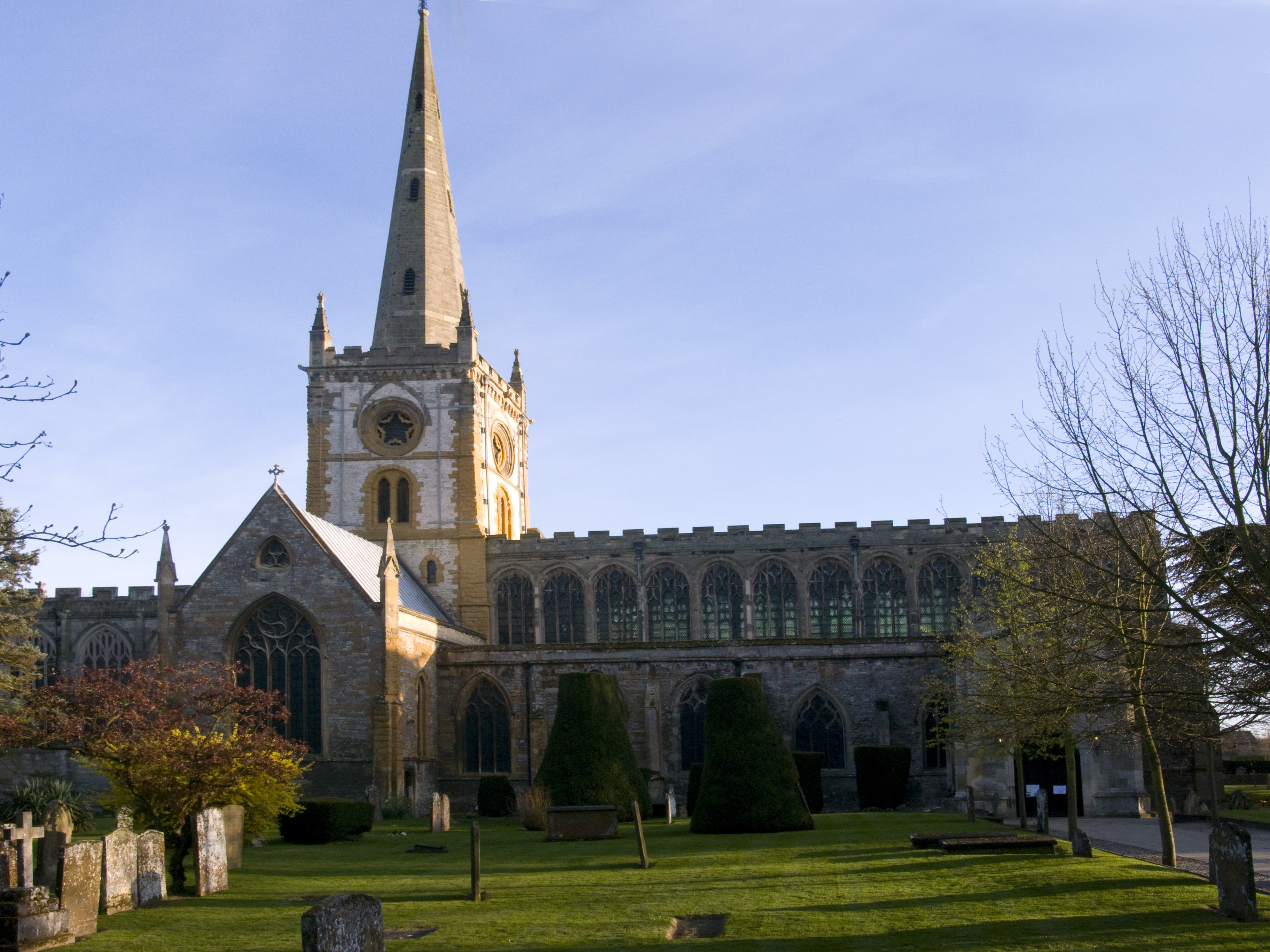
Église de la Sainte-Trinité.
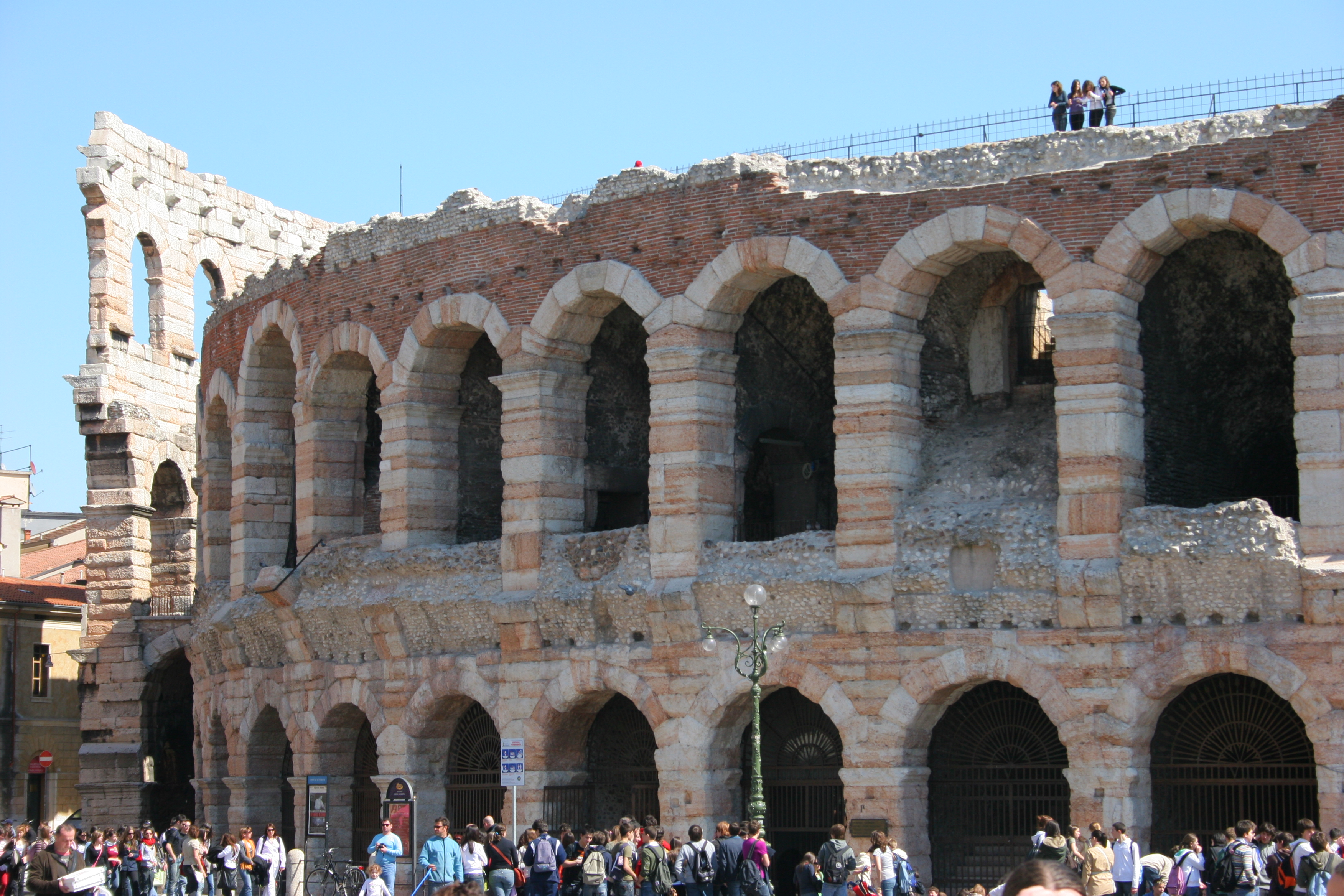
Arènes de Vérone.
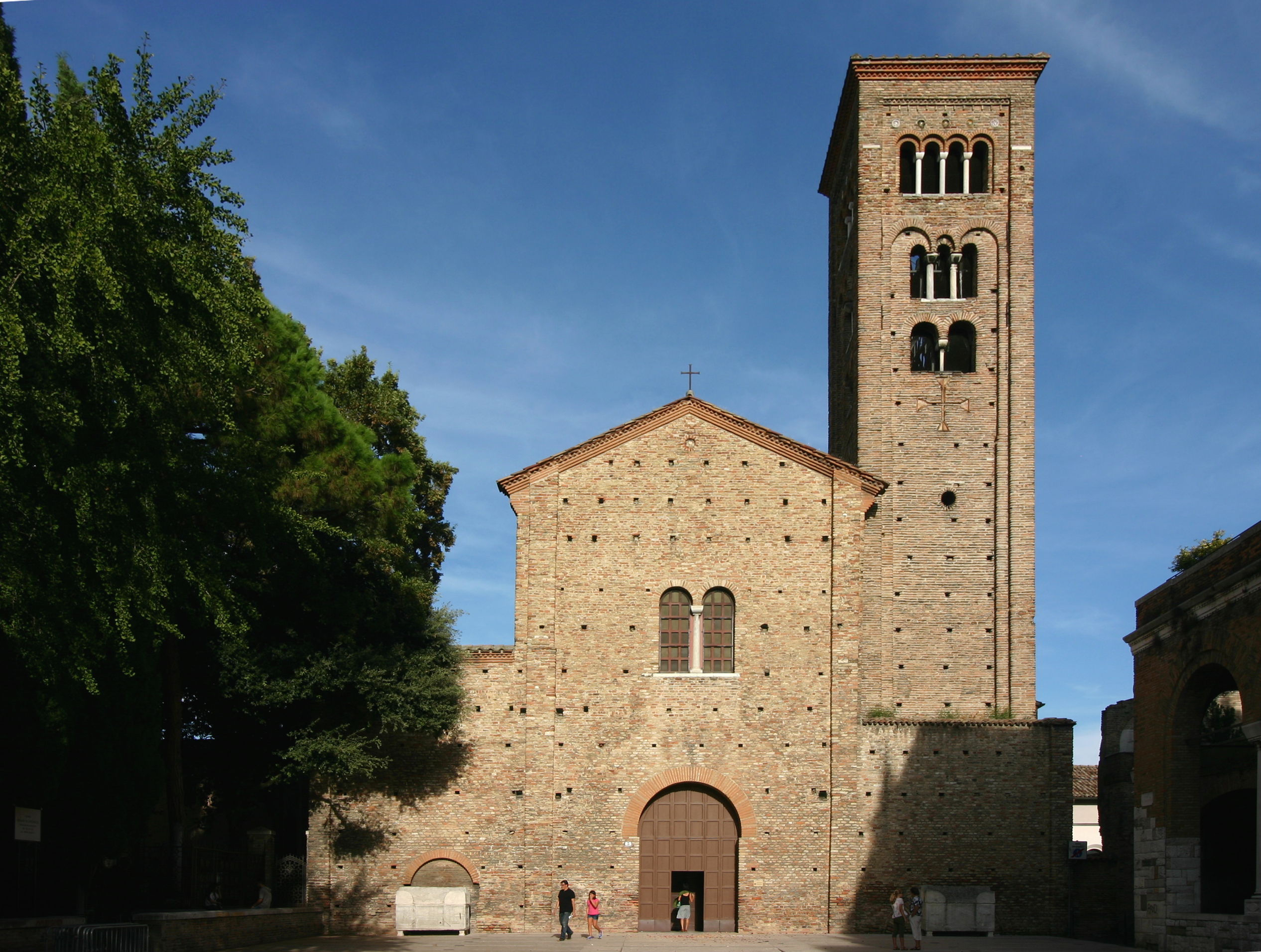
Basilique Saint-François de Ravenne

### Véhicules
- AEC Regent III (bus à impériale)
- Jaguar Mark IV
- Ford Custom 1957
- Austin A90 Atlantic
- Ferrari 250 Testa Rossa
- Alfa Romeo 1900

## Historique
L'idée de mettre en scène la vie de William Shakespeare et la paternité de son œuvre vient à Yves Sente après avoir vu un débat très animé sur ce sujet sur Arte et après un sondage dans lequel les Anglais choisissent Shakespeare comme personnalité la plus emblématique de leur pays. Il se renseigne sur le dramaturge et en parle avec André Juillard. L'idée de situer une partie de l'action en Italie vient naturellement grâce aux célèbres œuvres Le Marchand de Venise et Roméo et Juliette se déroulant dans ce même pays.

## Analyse

### Contexte réaliste
Les auteurs parlent de l'épisode de la Grande Puanteur à Londres en 1858 qui a mené Joseph Bazalgette, chef du Metropolitan Board of Works, à construire le système d'égouts.
Le personnage de la milliardaire américaine, collectionneuse d'art moderne à Venise, Peggy Newgold, fait penser à la réelle Peggy Guggenheim.
Il est vrai que 5 des 26 pièces de Shakespeare se passent en Vénétie :
- Othello, ou le maure de Venise
- le Marchand de Venise
- Roméo et Juliette
- Deux gentilhommes de Vérone
- La mégère apprivoisée (qui a lieu à Padoue)

## Publications

### En français
Le Testament de William S. est pré-publié en Belgique sous forme de strips en noir et blanc dans le quotidien Le Soir à partir du 6 juin 2016. En France, l'aventure est pré-publiée sous forme de planches de couleur dans l'hebdomadaire Le Figaro Magazine à partir du 8 juillet 2016.
Le 25 novembre 2016, les Éditions Blake et Mortimer publient l'histoire en album grand format avec différentes couvertures selon le distributeur et au format à l'italienne dans un tirage limité à 6 500 exemplaires.

### Traductions
L'aventure a été traduite dans plusieurs langues :
- Allemand : Das Testament des William S., publié aux éditions Carlsen Comics[7] ;
- Anglais : The Testament of William S., publié aux éditions Cinebook[8] ;
- Espagnol : El Testamento de William S., publié aux éditions Norma Editorial[9] ;
- Italien : Il Testamento di William S., publié aux éditions Alessandro Editore[10] ;
- Néerlandais : Het testament van William S., publié aux éditions Blake et Mortimer[11] ;
- Portugais : O Testamento de William S..

## Accueil et postérité
Sur SensCritique, l'album est noté 6,5/10 sur une base d'environ 284 votes d'internautes. Sur Babelio, il obtient une note moyenne de 3,7/5 basée sur environ 40 notes.